# IC 4296
IC 4296 è una galassia ellittica nella costellazione del Centauro.
Si trova 3,5 gradi a NE della stella ι cen; è la più luminosa di un folto gruppo di galassie. Si tratta di una galassia ellittica dalla forma piatta (classe E2), visibile con un telescopio da 200 mm come una stella sfocata. Eccetto la sua luminosità, non mostra dettagli significanti e particolari attrattive. Dista 117 milioni di anni-luce dalla Via Lattea.